# Heather Gooding
Heather Gooding, född 20 mars 1958, är en friidrottare från Barbados. Hon deltog vid olympiska sommarspelen 1972.